# Hans Rademacher
Hans Adolph Rademacher (3 de abril de 1892, Wandsbek, ahora Hamburgo-Wandsbek-7 de febrero de 1969, Haverford, Pennsylvania, EE. UU.) Fue un matemático estadounidense de origen alemán, conocido por su trabajo en análisis matemático y teoría de números.

## Biografía
Rademacher recibió su Ph.D. en 1916 en la Universidad de Gotinga; Constantin Carathéodory supervisó su disertación.  Fue despedido de su cargo en la Universidad de Breslavia por los nazis en 1933 debido a su apoyo público a la República de Weimar, y emigró de Europa en 1934.
Después de dejar Alemania, se mudó a Filadelfia y trabajó en la Universidad de Pensilvania hasta su retiro en 1962; ocupó la cátedra Thomas A. Scott de Matemáticas en Pensilvania de 1956 a 1962. Rademacher tuvo varios estudiantes conocidos, entre ellos George Andrews, Paul T. Bateman, Theodor Estermann y Emil Grosswald.

## Investigación
Rademacher realizó investigaciones en Teoría analítica de números, genética matemática, teoría de funciones de una variable real y teoría cuántica . En particular, desarrolló la teoría de las sumas de Dedekind. En 1937 Rademacher descubrió una serie convergente exacta para la función de partición P (n), el número de particiones enteras de un número, mejorando las series asintóticas no convergentes de Ramanujan y validando la suposición de Ramanujan de que existía una representación de serie exacta.